# Galassie Antenne
Le Antenne è il nome proprio di due celebri galassie a spirale interagenti, scoperte da William Herschel nel 1785, visibili nella costellazione del Corvo, note anche con le sigle di catalogo NGC 4038/4039 e C 60/61. Devono il loro nome alle due lunghe strutture filamentose che da esse si diramano verso l'esterno, formate da gas, polveri e stelle.
Le due galassie sono in interazione da alcune centinaia di milioni di anni; le intense onde d'urto hanno provocato in entrambe un'esplosione dei fenomeni di formazione stellare (starburst) e le loro enormi regioni H II producono centinaia di superammassi di stelle giovani e massicce che secondo alcune teorie potrebbero in futuro diventare degli ammassi globulari.
La distanza reale delle galassie è incerta e la questione è ancora dibattuta: secondo alcune stime si troverebbero a circa 70 milioni di anni luce, mentre secondo altre la distanza sarebbe inferiore, sui 45 milioni di anni luce.

## Osservazione

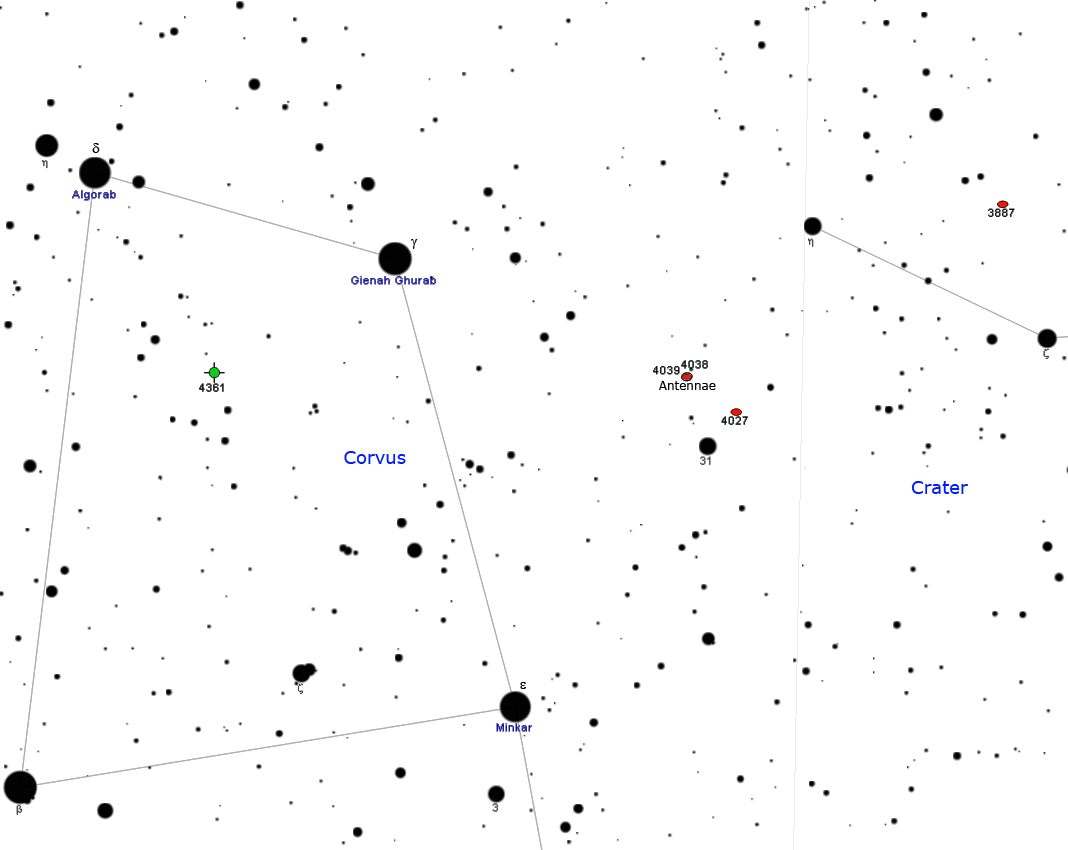
Mappa per individuare le Galassie Antenne.

La posizione delle Galassie Antenne si può individuare con discreta facilità, avendo a disposizione un buon cielo; il metodo più semplice è quello di partire dalla stella ε Corvi (nota anche col nome Minkar, il "becco"), un astro di terza magnitudine, e congiungere questa con la meno luminosa η Crateris, di quinta grandezza. Circa a metà strada fra le due si trova una stellina azzurra di magnitudine 5,28, nota talvolta come 31 Crateris; da questa poi occorre spostarsi di circa 50' in direzione NNE. Le due galassie non si mostrano al cercatore, essendo di undicesima magnitudine, ma sono ben osservabili anche con un telescopio da 150mm con oculari di media potenza. La loro visione può risultare deludente, se si hanno in mente le magnifiche immagini diffuse dalla NASA: esse si mostrano infatti come due pallide macchiette con una luminosità leggermente diversa l'una dall'altra, senza traccia alcuna delle famose "antenne" di stelle e gas responsabili del loro nome proprio.
La declinazione di questa coppia di galassie è meridionale: infatti si trovano a circa 19°S, sebbene siano comunque ben visibili da tutte le aree popolate della Terra, mostrandosi relativamente alte sull'orizzonte anche alle latitudini medie boreali; nella fascia tropicale dell'emisfero australe si presentano invece allo zenit. Il periodo migliore per la loro osservazione nel cielo serale va, nell'emisfero nord, mediamente da marzo a luglio, mentre nell'emisfero sud possono essere osservate da febbraio a settembre senza difficoltà. In generale, la loro visione dall'emisfero boreale risulta penalizzata a causa della loro posizione rispetto all'eclittica, in fase di "discesa" verso sud e dunque maggiormente oscurata dalla presenza del Sole nelle ore serali estive.

## Caratteristiche generali

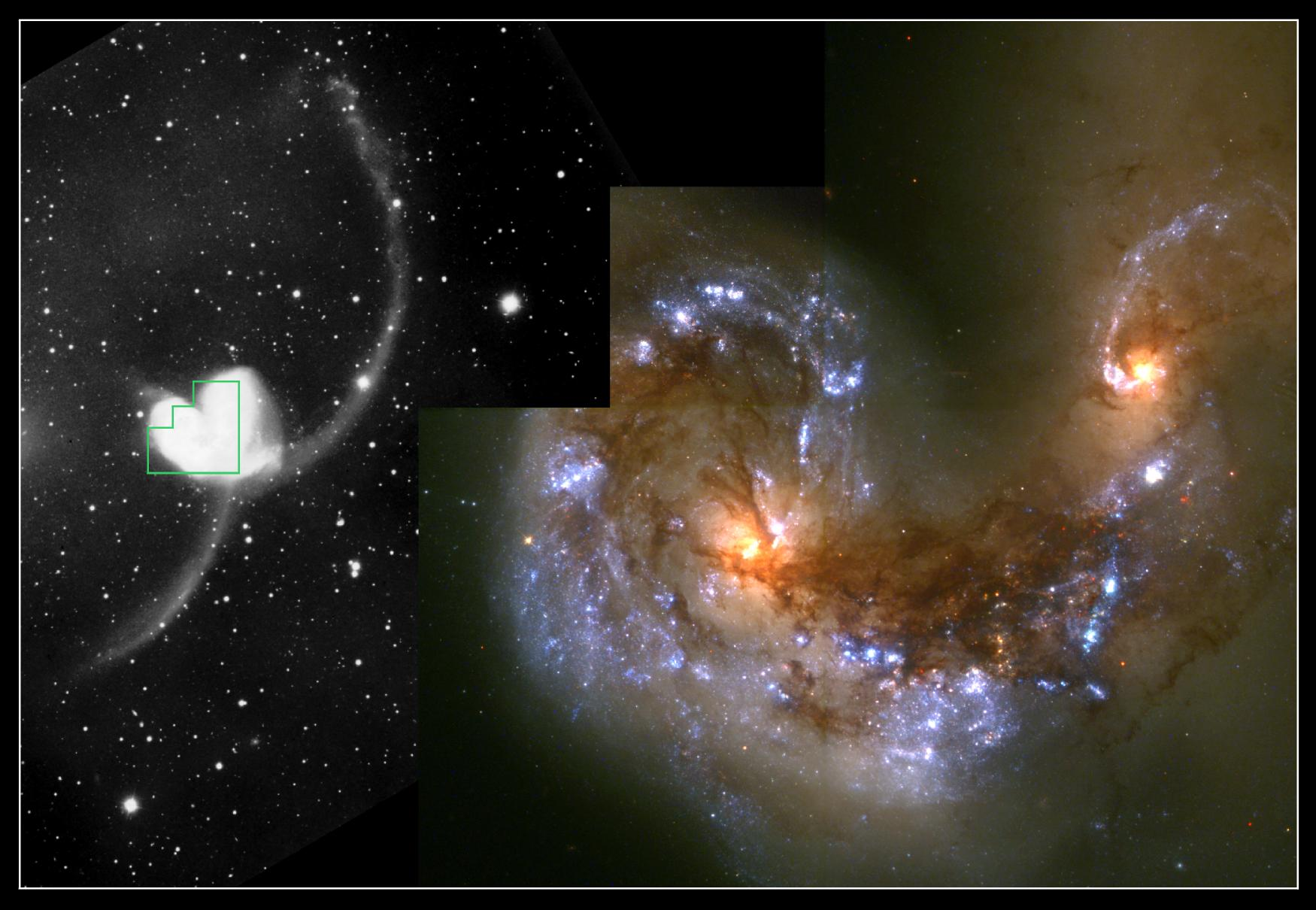
Il riquadro a sinistra mostra la regione delle galassie ripresa nel celebre dettaglio del telescopio spaziale Hubble.

Le Galassie Antenne sono due galassie in collisione; questi due oggetti, facenti parte assieme ad altre cinque del gruppo di galassie di NGC 4038, sono conosciute col soprannome "Le Antenne" a causa di due lunghi filamenti di stelle e polveri, che si originano dalla parte centrale di entrambe e si dirigono in direzioni opposte, dopo essersi incrociati. Il risultato di questo scontro darà probabilmente origine ad una supergalassia ellittica. Una sorte simile potrebbero avere, in un lontano futuro, anche la nostra Via Lattea con la Galassia di Andromeda. Un altro fenomeno correlato è la forte emissione di raggi X, la quale è formata da due componenti: quella forte potrebbe aver origine dalla somma dei resti di supernova e delle binarie a raggi X, mentre quella debole potrebbe essere causata dai gas caldi legati a degli oggetti stellari giovani.
In una galassia non interessata da fenomeni di collisione, i normali fenomeni di formazione stellare producono dei normali ammassi aperti come quelli che si osservano nella nostra Galassia, mentre solo una piccola parte di essi avranno una massa e una luminosità elevate; in entrambi i casi, questi ammassi si formano nelle grandi regioni H II. Alcuni esempi di ammassi particolarmente massicci e luminosi sono Cygnus OB2 nel Complesso nebuloso molecolare del Cigno e R136a nella Grande Nube di Magellano. Le osservazioni condotte nelle Galassie Antenne mostrano invece che il tasso di formazione di questo genere di ammassi è notevolmente superiore alla media di una galassia normale, chiaro segnale che le profonde interazioni della coppia hanno compresso e turbato grandemente le reciproche nubi molecolari giganti, al punto che una sola regione H II è in grado di produrre non uno ma dozzine di superammassi luminosi.
Questi superammassi ultracompatti potrebbero secondo alcune teorie essere dei giovani ammassi globulari: i processi di formazione degli ammassi globulari non sono in effetti ancora stati chiariti con certezza, ma si pensa che essi possano generarsi anche a seguito delle interazioni fra due galassie ricche di gas molecolare, come lo sono le componenti della coppia in questione.
Col lancio del telescopio spaziale Spitzer le due galassie sono state mappate alle varie bande dell'infrarosso: questa mappatura è utile allo scopo di individuare oggetti arrossati dalle polveri e per comprendere alcune dinamiche interne. È stato ad esempio confermato che anche le regioni nucleari delle due galassie sono molto ricche di gas molecolari; tuttavia, la formazione stellare in queste regioni non è ai livelli di starburst osservati fuori dal nucleo. Una spiegazione di questo fenomeno è che la presenza del gas in sé non è sufficiente affinché avvenga la formazione, avendo bisogno di essere stimolata da fattori esterni come le onde d'urto. A livello globale invece la formazione stellare è attiva ai livelli delle brillanti galassie luminose all'infrarosso; tuttavia è ancora da chiarire se le due galassie abbiano già raggiunto o superato il massimo picco d'intensità di tali fenomeni, oppure se il vero starburst deve ancora verificarsi in una fase successiva della loro interazione.

## Distanza

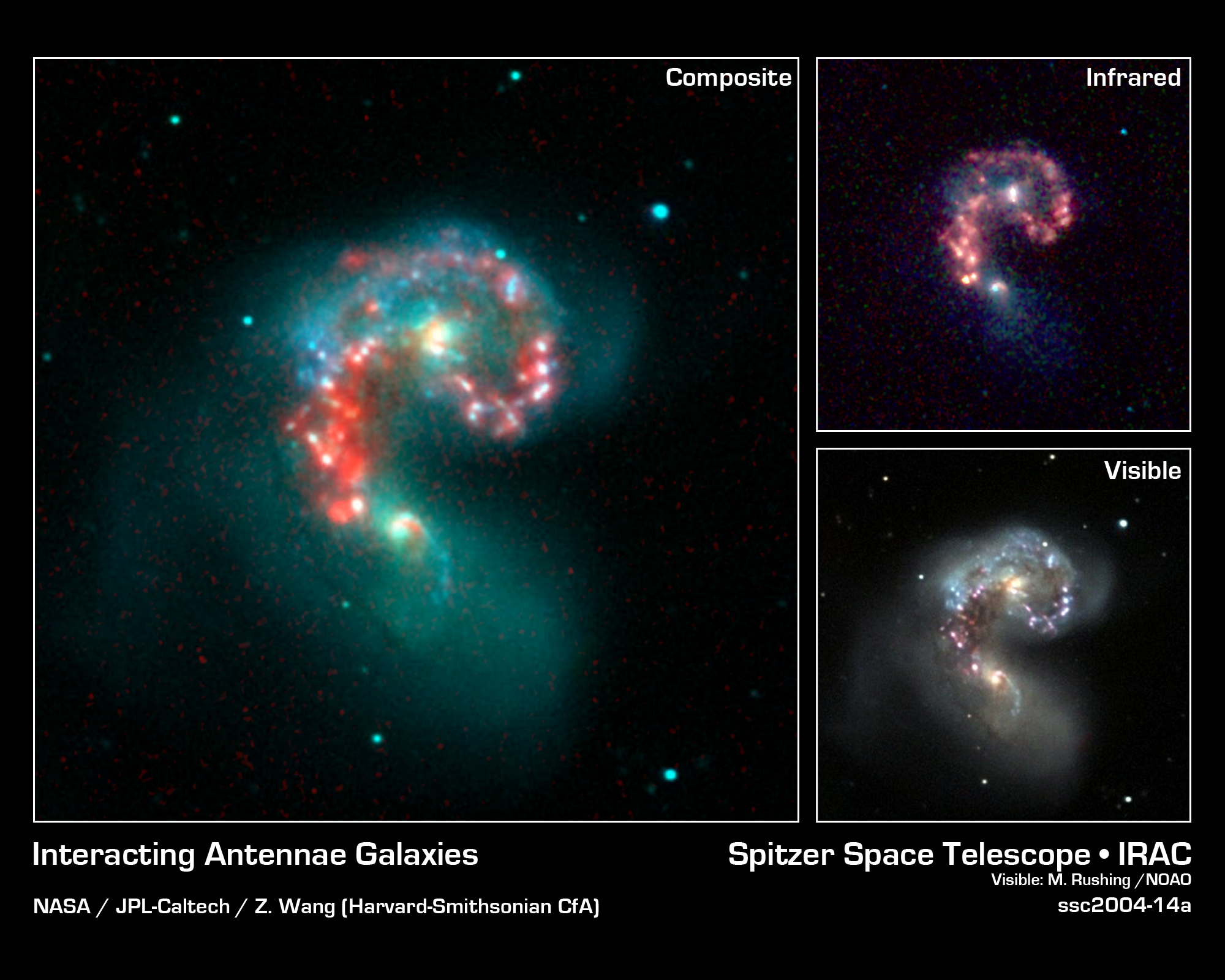
Immagine composita delle Galassie Antenne ottenuta tramite il telescopio spaziale Spitzer: in alto a destra agli infrarossi e in basso a destra in luce visibile, mentre l'immagine grande mostra una composizione delle due immagini.

Tradizionalmente, in base agli studi sulla loro velocità radiale, la distanza delle Galassie Antenne viene indicata come pari a circa 20 megaparsec (65 mega anni luce); questo valore è stato però modificato più volte nel corso del tempo a seconda dei riferimenti utilizzati nei vari studi. Fino agli anni novanta veniva accettato tale valore, ma con l'avvento dei telescopi spaziali le stime di distanza si sono moltiplicate e molte sono in contrasto fra loro.
All'inizio degli anni duemila, tramite i dati forniti dall'Hubble sulle stelle giganti di vecchia generazione è stata derivata una distanza pari a circa 13,8 ± 1,7 Mpc (45,0 ± 5,5 Mly); questa determinazione è stata rafforzata anche dalla determinazione della funzione di luminosità delle stelle della stessa popolazione in altre galassie, come la Galassia Nana della Fornace e di altre galassie nane ellittiche situate nell'Ammasso della Vergine. Uno studio successivo ha cercato di confermare ulteriormente questo valore tramite una ricalibrazione delle candele standard e la determinazione di un ramo delle giganti ben definito all'interno delle due galassie.
Uno studio del 2008 tuttavia confuta questa determinazione, indicando un valore maggiore, sui 22,3 ± 2,8 Mpc (72,7 ± 9,1 Mly); lo studio si basa sull'osservazione di una supernova di tipo Ia osservata nel 2007, la SN 2007sr, esplosa nella coda meridionale e ripresa e studiata dall'Osservatorio di Las Campanas in Cile.

## Struttura

### Origini
Circa 1,2 miliardi di anni fa, Le Antenne erano due galassie separate: NGC 4038 era una galassia a spirale, mentre NGC 4039 era una spirale barrata, e le loro dimensioni erano molto simili. 900 milioni di anni fa, le due galassie iniziarono ad interagire fra loro, in modo simile a come sta avvenendo tra le galassie NGC 2207 e IC 2163. 600 milioni di anni fa, le galassie si scontrarono, passando l'una attraverso l'altra, mentre 300 milioni di anni fa, iniziarono a "scambiarsi" le stelle. Oggi, il loro scontro è testimoniato dai lunghi filamenti di stelle, che appaiono come dei "bracci di spirale aperti". Si calcola che, tra circa 400 milioni di anni, il loro nucleo si fonderà, incrementando la formazione stellare e creando un'unica galassia ellittica gigante.

### Strutture interne delle due galassie

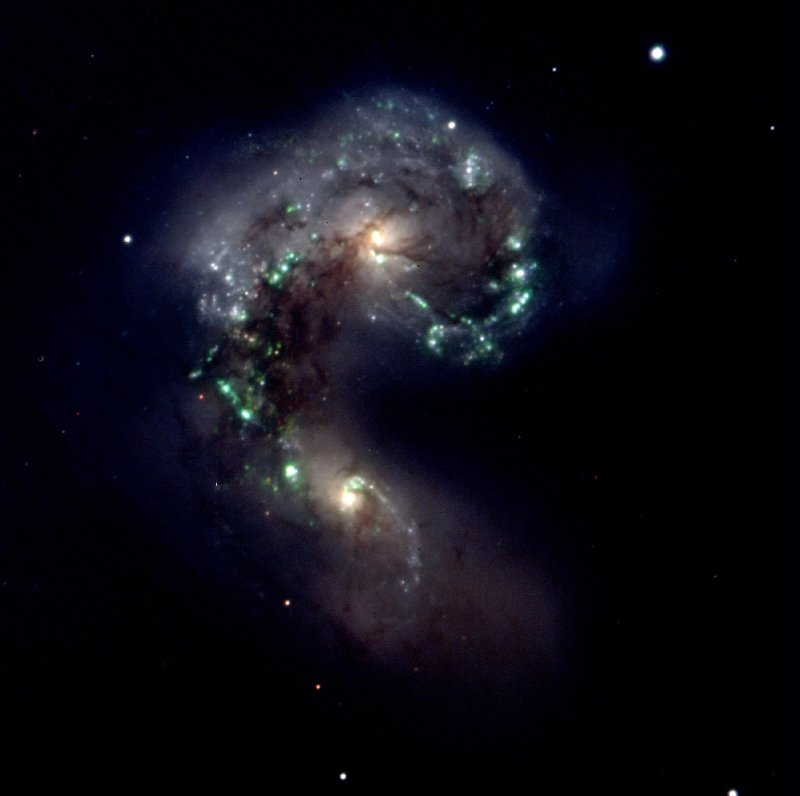
Questa foto mette in evidenza i giovani e massicci ammassi aperti delle due galassie, che mostrano un marcato colore blu.

Nel 1995 il telescopio spaziale Hubble ha fornito delle immagini ad altissima risoluzione di queste due galassie, che sono state studiate per determinare e catalogare gli oggetti e le strutture interni ad esse. Queste immagini hanno mostrato oltre 700 punti blu luminosi corrispondenti con altrettanti oggetti; non si tratta in realtà di singole stelle, ma di ammassi aperti estremamente giovani e compatti, il cui raggio effettivo è di circa 18 parsec e la cui età non supera i 10 milioni di anni. Molti di questi ammassi sono a loro volta raggruppati in ammassi di ammassi e spesso sono in associazione con immense regioni H II.
Individuare il nucleo di NGC 4038 non è facile, a causa dell'immensa quantità di nubi oscure di gas e polveri non illuminate che gli si sovrappongono, dividendo così la regione del bulge in due addensamenti catalogati J e K; questi due addensamenti presentano una forma a "V" e sono disposti in posizione speculare l'un l'altro, così da formare una sorta di anello dal diametro di circa 7,2", pari a circa 1 000 parsec (3 300 anni luce). Il nucleo della galassia si trova presumibilmente al centro di questa struttura. Una situazione simile si riscontra nella galassia co-interagente, con la differenza che una delle due strutture a "V" è notevolmente decentrata.
NGC 4038 possiede una grande quantità di gas, sia sotto forma di idrogeno neutro (H I) che di idrogeno ionizzato. La struttura maggiore del corpo di questa galassia è chiamata "Anello occidentale" (Western loop): si tratta della regione più marcata della galassia in cui ha luogo la formazione stellare; esso contiene una dozzina di regioni di formazione stellare, che a loro volta contano un numero variabile fra 5 e 20 ammassi aperti. Alcune di queste regioni sembrano in interconnessione col nucleo tramite delle estensioni di polveri oscure. Una struttura simile si trova a nordest ed è pertanto chiamata "Anello nordorientale" (Northeastern loop): anch'essa presenta una dozzina di grandi regioni di formazione stellare e ammassi aperti.
La regione in cui le due galassie si incontrano presenta una geometria estremamente irregolare, in cui si intersecano un gran numero di dense e caotiche linee di nubi oscure, fra le quali si possono osservare alcuni ammassi estremamente arrossati per via dell'assorbimento; nella regione non sono presenti sorgenti di onde radio, il che indica la mancanza di grandi regioni di formazione stellare nascoste ed oscurate dalle nubi. In questa regione è esplosa la supernova osservata nel 1921. Un'ulteriore grande regione, probabilmente in parte nascosta dalle polveri oscure, si trova sul bordo sudorientale della galassia.

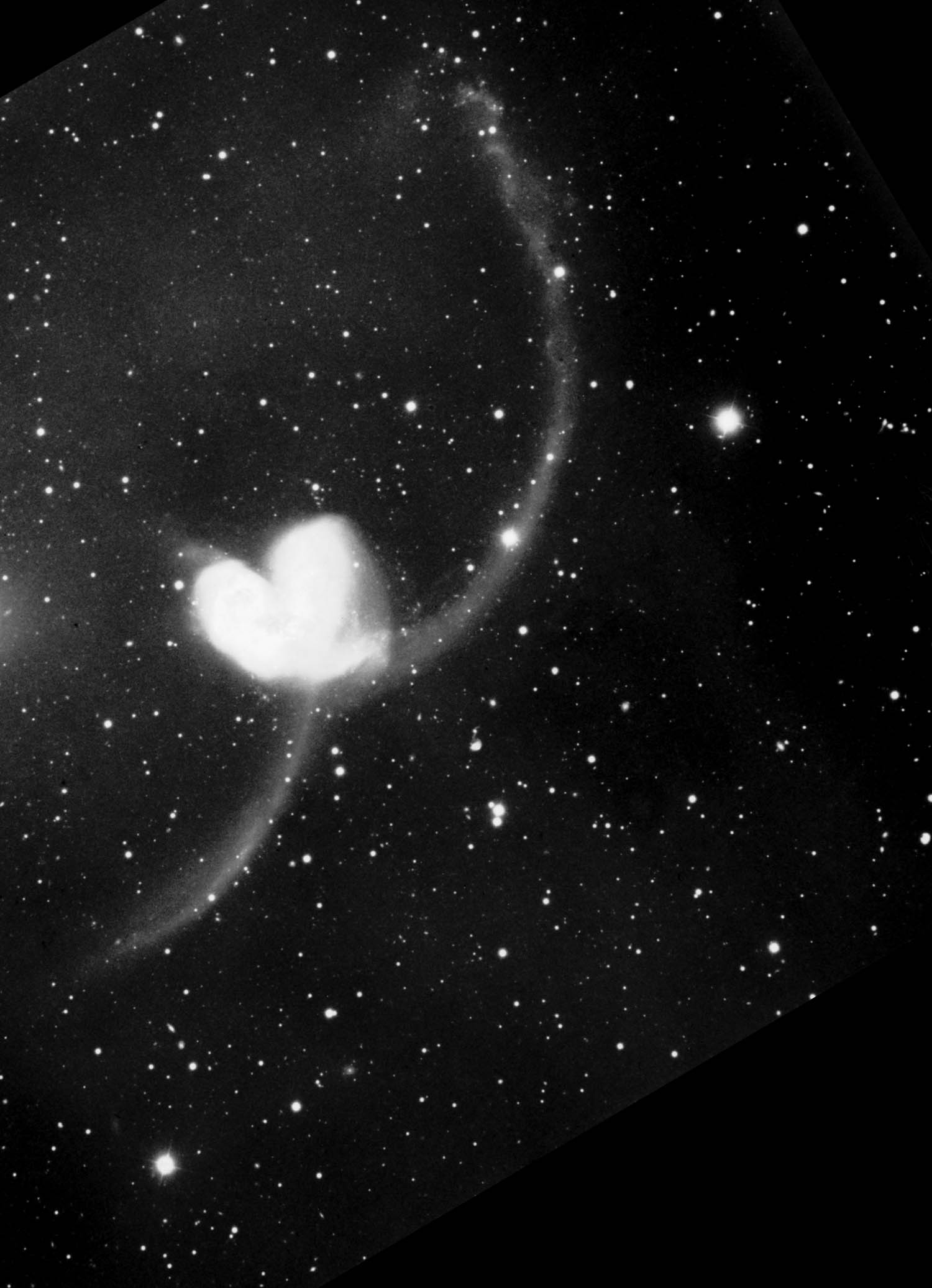
Le lunghe code che hanno dato il nome proprio alle due galassie; sono composte principalmente da idrogeno neutro e stelle giovani.

La galassia NGC 4039 ha un nucleo dal colore marcatamente rossastro e dalla forma irregolare; a nord si presenta parzialmente oscurato da una sottile fascia oscura, a cui è connessa una struttura a getto in cui si trovano quattro degli oggetti blu puntiformi probabilmente coincidenti con giovani ammassi aperti. La coda che si estende dal nucleo di questa galassia verso l'esterno si estende per circa 28", pari a 3 900 parsec (13 000 anni luce); in questa struttura le regioni di formazione stellare sono meno numerose e anche meno luminose, anche a causa della minore presenza di gas nella galassia da cui si è originata rispetto alla compagna. Questa regione si trova dalla parte opposta alla galassia co-interagente NGC 4038, mostrandosi così specularmente rispetto all'"Anello occidentale".

### L'involucro esterno e le "antenne"
Entrambe le galassie sono immerse in due vasti involucri esterni, composti principalmente dalle polveri interstellari disperse dai due oggetti a causa dello smembramento reciproco per via della loro interazione. In queste regioni sono presenti pochissimi ammassi, sebbene in certe aree la densità delle polveri sia molto elevata, potendo così potenzialmente favorire la formazione stellare; in particolare è nota una grande regione densa che si estende a sudest di NGC 4039, allontanandosi dal nucleo per circa 30" (pari a 4 200 parsec o 14 000 anni luce). Anche tramite lo studio di questi due involucri emerge che NGC 4038 contiene comunque più gas rispetto alla compagna.
Le strutture maggiormente note di queste due galassie sono però le due lunghe code mareali, responsabili del nome proprio della coppia a causa della loro forma; la più lunga di queste "antenne" è quella che si estende in direzione sudovest rispetto a NGC 4038, ma entrambe hanno una lunghezza di decine di migliaia di anni luce. La coda di sudovest è anche la più luminosa e contiene alcuni oggetti brillanti che coinciderebbero con altrettanti giovani ammassi aperti; alla base di questa coda tuttavia non vi sono regioni di formazione stellare, suggerendo così l'ipotesi che gran parte della luce proveniente dalla coda venga emessa da stelle già esistenti che sono state strappate via alla galassia madre. Inoltre questo è un indizio che il materiale gassoso presente nella coda, per lo più idrogeno neutro, non ha incontrato ostacoli causati da altro materiale già espulso, poiché non sono stati osservati effetti derivati da onde d'urto. La coda di nordest invece è meno visibile, anche a causa della sua posizione, dato che tende a girare dietro la galassia NGC 4039 rispetto al nostro punto di osservazione.
Il materiale che compone le code è stato espulso dalle galassie circa 450 milioni di anni fa. Al loro interno è possibile individuare due popolazioni stellari: la più recente è formata dalle stelle di popolazione I, ossia stelle giovani e massicce raggruppate in estese associazioni OB delle dimensioni che raggiungono i 200 parsec e un'età stimata fra i 2 e i 100 milioni di anni, nate dai gas che compongono le due code; alla seconda appartengono le stelle più vecchie della popolazione II, situate sui bordi delle nubi di idrogeno neutro ed espulse dalle galassie genitrici a seguito dell'interazione.

### Libri
- (EN) Stephen James O'Meara, Deep Sky Companions: The Caldwell Objects, Cambridge University Press, 2003, ISBN 0-521-55332-6.
- (EN) Robert Burnham, Jr, Burnham's Celestial Handbook:  Volume Two, New York, Dover Publications, Inc., 1978.
- (EN) Chaisson, McMillan, Astronomy Today, 6ª ed., Englewood Cliffs, Prentice-Hall, Inc., 1993, ISBN 0-13-240085-5.
- (EN) Thomas T. Arny, Explorations: An Introduction to Astronomy, 2ª ed., Boston, McGraw-Hill, 2000, ISBN 0-8151-0292-5.
- AA.VV, L'Universo - Grande enciclopedia dell'astronomia, Novara, De Agostini, 1996.
- J. Gribbin, Enciclopedia di astronomia e cosmologia, Milano, Garzanti, 2005, ISBN 88-11-50517-8.
- W. Owen, et al, Atlante illustrato dell'Universo, Milano, Il Viaggiatore, 2006, ISBN 88-365-3679-4.
- J. Lindstrom, Stelle, galassie e misteri cosmici, Trieste, Editoriale Scienza, 2006, ISBN 88-7307-326-3.

### Carte celesti
- Tirion, Rappaport, Lovi, Uranometria 2000.0 - Volume I - The Northern Hemisphere to -6°, Richmond, Virginia, USA, Willmann-Bell, inc., 1987, ISBN 0-943396-14-X.
- Tirion, Sinnott, Sky Atlas 2000.0 - Second Edition, Cambridge, USA, Cambridge University Press, 1998, ISBN 0-933346-90-5.
- Tirion, The Cambridge Star Atlas 2000.0, 3ª ed., Cambridge, USA, Cambridge University Press, 2001, ISBN 0-521-80084-6.